# Ликинг (Миссури)
Ликинг (англ. Licking) — город, в округе Тексас, Миссури, США. Население города, согласно переписи 2010 года, составляет 3 124 человек.

## История
Первые дома на месте поселения появились в 1826 году. К 1857 году был открыт первый магазин и почтовое отделение. Прошение об инкорпорации города Ликинг было подано в окружной суд 8 августа 1878 года. Название поселения произошло от солонца, посещаемого бизонами и расположенного к востоку от нынешнего центра города. Весной местность затапливало водой, а в течение года она уходила, оставляя на поверхности соль, используемую животными и индейцами.
С 2000 по 2010 год численность населения города выросла вдвое. Причиной стало открытие исправительного центра Саут Сентрал.